# X265
X265 یک نرم‌افزار متن باز آزاد و کتابخانه‌ای برای رمزگذاری ویدئو با استفاده از کدگذاری ویدئویی پربازده استاندارد است. x265 تحت پروانه عمومی همگانی گنو ارائه شده‌است.

## تاریخچه
X265 برپایه کد منبع X264 ساخته شده‌است، که در اصل یک رمز گذار ویدئویی منبع باز برای استاندارد رمزگذاری قدیمی MPEG یعنی H.264/MPEG-4 AVC می‌باشد. این پروژه مجوز استفاده از کد منبع X264 را صادر کرده‌است.
توسعه کد X265 در مارس سال ۲۰۱۳ آغاز شد. کمپانی MulticoreWare کد منبع X265 را ۲۳ ژوئیه ۲۰۱۳ در دسترس همگان قرار داد.
در فوریه ۲۰۱۴ X265 در ابزار محبوب رمزگذاری چند رسانه ای اف‌اف‌امپگ (FFmpeg) و یکی از انشعابات آن یعنی Libav ادغام شد. نسخه ۱٫۰ آن در می ۲۰۱۴ کامل شد و نسخه پایدار ۲٫۰ در ۱۴ ژوئیه ۲۰۱۶ منتشر شد.